# Baptysterium we Florencji

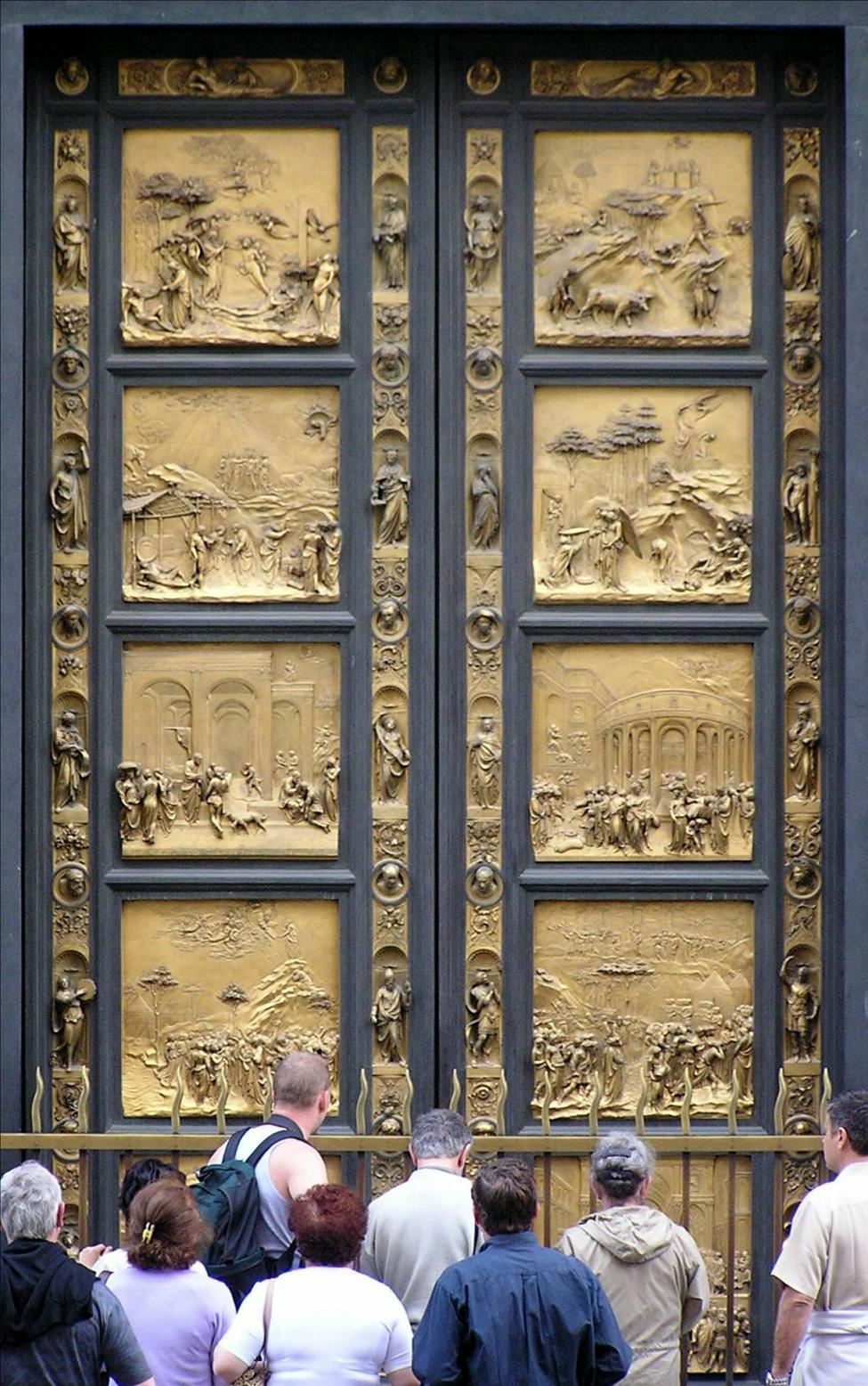
Baptysterium – Drzwi Raju

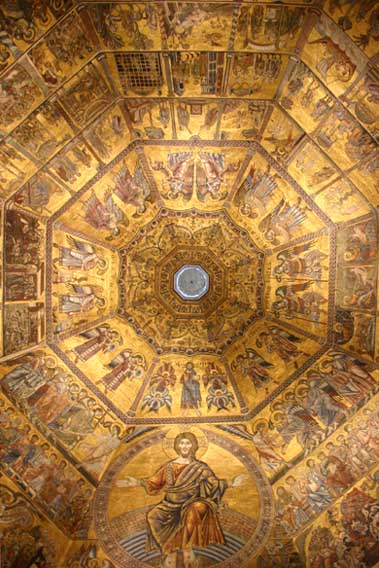
Mozaiki na sklepieniu

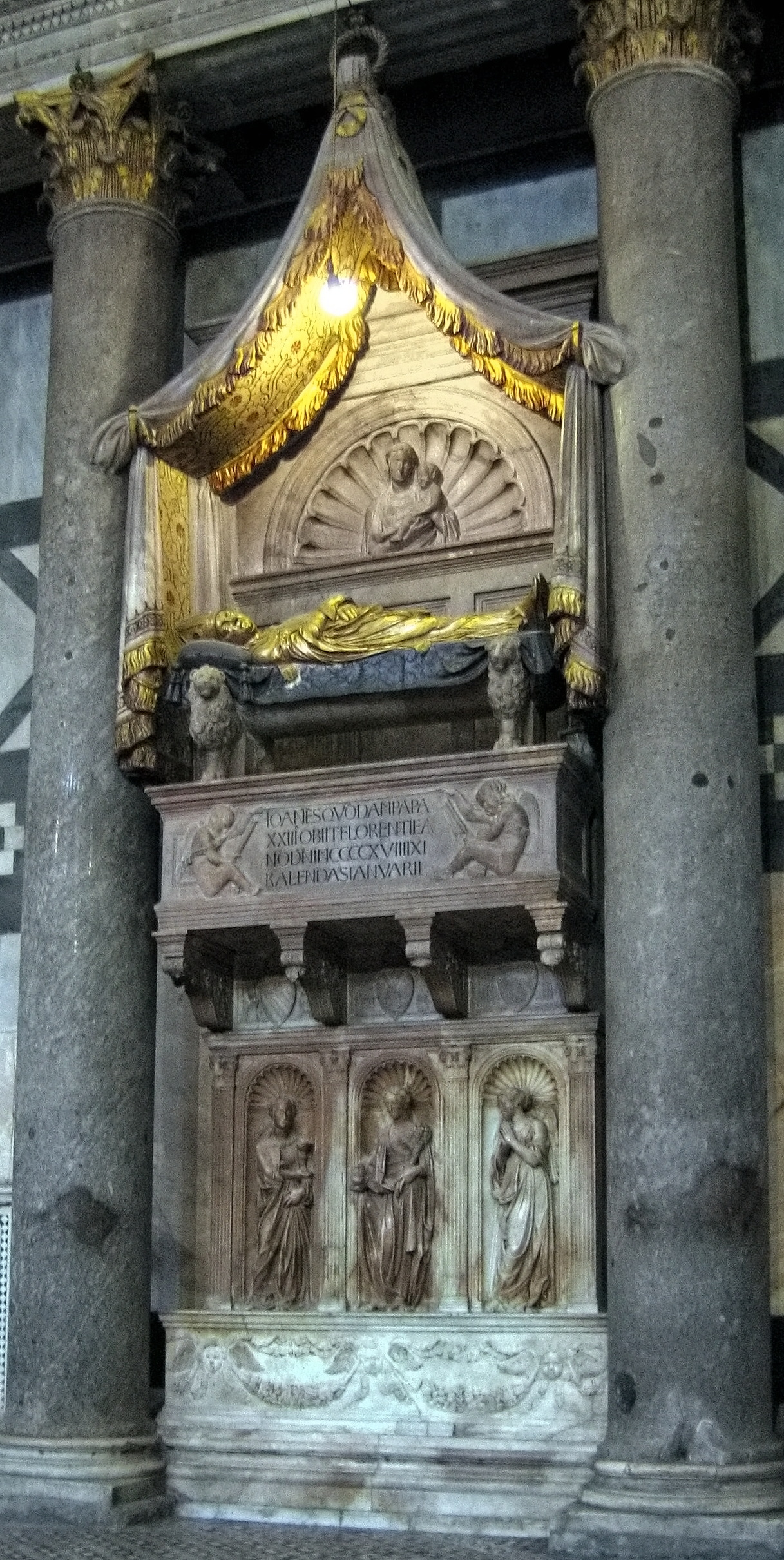
Grobowiec antypapieża Jana XXIII

Baptysterium San Giovanni – nosi tytuł bazyliki mniejszej; najstarszy budynek usytuowany na Piazza San Giovanni we Florencji. Znajduje się w pobliżu wejścia do katedry Santa Maria del Fiore.
Pierwsza budowla powstała w okresie wczesnego chrześcijaństwa w IV – VI wieku niedaleko bram ówczesnego miasta, przed wejściem do znajdującej się dawniejszej katedry Santa Reparata. Baptysterium zostało zaplanowane jako budowla centralna, na planie ośmioboku z półkolistą absydą. W XI – XIII wieku, w okresie romańskim została przebudowana uzyskując zachowany do dziś wygląd. Ściany zewnętrzne zostały pokryte okładziną z białego i zielonego marmuru. Na każdej z nich wprowadzono podział na trzy pola zwieńczone półkolistymi arkadami, oddzielone od siebie pilastrami. Podział poziomy na dwie wewnętrzne kondygnacje odzwierciedla poziome belkowanie. Pod łukami arkad osadzono okna doświetlające wnętrze. Budynek przykrywa namiotowy dach z 1128 r. zwieńczony latarnią z 1150 r. W 1202 r. dobudowano prostokątne prezbiterium. Do wnętrza prowadzi troje drzwi z brązu:
- od południa dzieło Andrei Pisano, ozdobione scenami z życia św. Jana Chrzciciela (20 kwater) i alegoriami cnót (8 kwater) umieszczonych w 28 kwaterach. Drzwi zostały wykonane ok. 1330 r. Pierwotnie były to drzwi wschodnie, czyli główne, ale musiały ustąpić miejsca Drzwiom Raju.
- od północy dzieło Lorenzo Ghibertiego, wykonane w latach 1402–1425 zdobi 20 scen z Nowego Testamentu, a dolne 8 kwater przedstawia Ewangelistów i czterech Doktorów Kościoła (w sumie 28 kwater). Wygrał on w konkursie na wykonanie tych drzwi z Filippem Brunelleschim.
- od wschodu, najbardziej znane Drzwi Raju, dzieło wykonane także przez Lorenzo Ghibertiego zdobi 10 scen ze Starego Testamentu oraz postacie biblijne i artystów żyjących w czasach twórcy, wykonane zostały w latach 1425–1450.

W środku baptysterium zbudowano otwarte do wnętrza empory oparte na kolumnach o gładkich trzonach i kanelurowanych filarach. Dwudzielne, arkadowe okna umieszczono pomiędzy pilastrami. Głowice kolumn, pilastrów i filarów wzorowane są na porządku korynckim. Powierzchnie ścian i posadzkę zdobią barwne płyty kamienne ułożone w geometryczne wzory. Łuk tęczowy i wewnętrzną powierzchnię dachu zdobią mozaiki z XIII wieku. Jedną z powierzchni sklepienia zdobi postać Chrystusa na tronie, w sąsiednich polach umieszczone są sceny ze Starego Testamentu. Pozostałe pięć pól podzielono na sześć pasów. Pas najbliżej latarni wykonano na wszystkich ośmiu polach, zdobią go postacie Chóru Anielskiego z dekoracyjnym ornamentem z wici roślinnej. Niżej ukazano sceny ilustrujące Księgę Rodzaju z postaciami Adama i Ewy, Kaina i Abla, Noego z rodziną, dalej z życia św. Józefa, poniżej z życia Jezusa Chrystusa i Marii, najniżej z życia św. Jana Chrzciciela.
W baptysterium znajduje się nagrobek antypapieża Jana XXIII, dwa sarkofagi rzymskie oraz sarkofag biskupa Ranieri.